# Muzarabani (Simbabwe)
Koordinaten: 15° 45′ S, 29° 20′ O
Muzarabani ist ein kleiner Ort (rural outpost) im Tal des Sambesi in der Provinz Mashonaland West in Simbabwe.
Es ist ein ländliches Gebiet, das von Subsistenzwirtschaft geprägt ist. Ein Bericht der Gesellschaft für Technische Zusammenarbeit (GTZ) nennt es ein Ungunstgebiet, in das von der Regierung immer wieder wilde Siedler abgeschoben werden. Er erwägt eine Gemeindeorientierte Wildtierbewirtschaftung, da zwischen den Stauseen von Kariba und Cabora Bassa auf der Flussseite von Simbabwe nur Wildtierreservate liegen, die einzig als Lebensgrundlage dieser Menschen hier entwickelt werden können. Der Boden taugt nur für Hirse. Bei Hochwasser wie in den Jahren 2000 und 2002 ist das Tal überflutet.
In unmittelbarer Nähe liegt Mana Camp (Mana-Pools-Nationalpark) mit einer Flugpiste.